# Martin Faber
Martin Faber (Emden, 1587 circa – Emden, 13 aprile 1648) è stato un pittore e architetto tedesco.

## Biografia

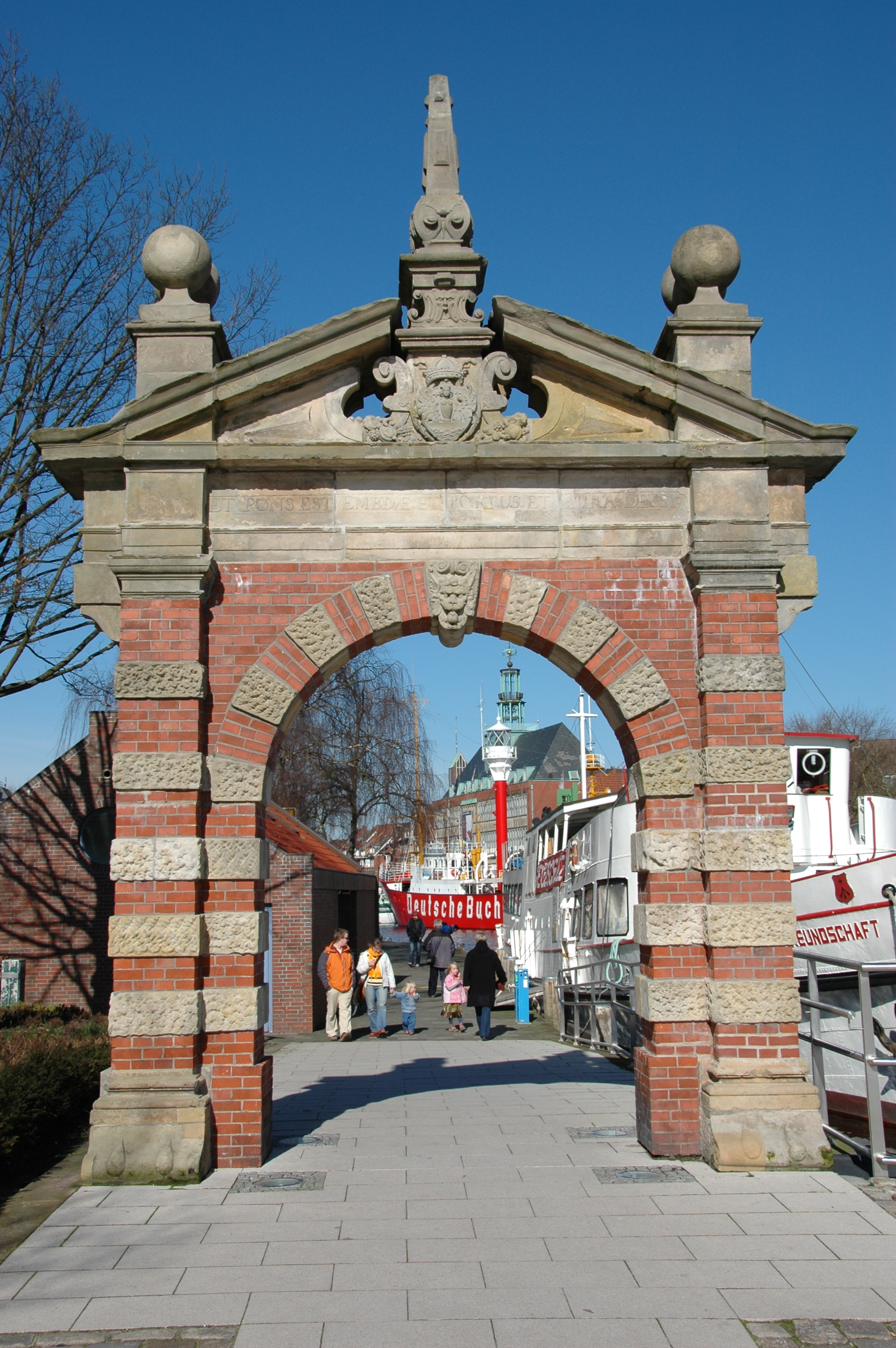
La Hafentor in Emden.

La sua presenza è segnalata a Roma nel 1611 e a Napoli nel 1612; quindi si recò ad Aix-en-Provence nel 1613 con Louis Finson, di cui imitò lo stile, e poi, sempre con lui, a Parigi. Tornato a Emden nel 1616, vi lavorò fino alla morte.

## Opere pittoriche
- Autoritratto, 1614, Marsiglia;
- Martirio di san Giovanni Battista, 1616, chiesa di Beauvallon.

## Opere di architettura
- Chiesa nuova a Emden;
- Hafentor a Emden.